# Сартанская поселковая община
Сарта́нская поселковая территориальная община (укр. Сарта́нська селищна територіальна громада) — территориальная община в Мариупольском районе Донецкой области Украины. Административный центр — посёлок городского типа Сартана.
Код общины согласно украинскому «Кодификатору административно территориальных единиц и территорий территориальных общин» (КАТЕТТО) — UA14140090000015932.

## География и природные ресурсы
Площадь общины — 391,6 км2 (является приближённой к существующей и должна быть рассчитана после определения всех границ территориальных общин, установленном в порядке, определённом законодательством).
Сартанская поселковая община граничит:
- на севере — Мирненской поселковой общиной Волновахского района Донецкой области;
- на юге — с акваторией Азовского моря;
- на западе — с Мариупольской городской и Кальчикской сельской общинами Мариупольского района Донецкой области;
- на востоке — с территорией, подконтрольной ДНР (Новоазовский и Тельмановский районы).

## Население
Население общины:
- 23’310 человек (рассчитано по данным Госстата Украины на 01.01.2020)
- 20’600 человек (рассчитано с учётом внутренне перемещённых лиц по данным Минфина Украины по состоянию на 01.01.2021).

Плотность населения — 52,6 чел./км2.

## История
Территориальная община была образована в рамках административно-территориальной реформы 2015—2020 годов и реформы децентрализации на Украине.
Нормативными актами для создания общины стали распоряжение Кабинета министров Украины № 710-р от 12 июня 2020 года «Об определении административных центров и утверждении территорий территориальных общин Донецкой области» и постановление Верховной рады Украины № 807-IX от 17 июля 2020 года «Об образовании ликвидации районов», вступившие в силу 17 июля 2020 года.
В состав общины вошла северо-восточная часть территории Мариупольского городского совета и южная часть Волновахского района (территории, входившие до 2014 года в состав Новоазовского и Тельмановского районов):
- Из Мариупольского городского совета:
  - из Кальмиусского (до 2016 — Ильичёвского) городского района:
    - бывший Сартанский[укр.] (до 1992 — Приморский) поселковый совет:
      - посёлок городского типа Сартана (до 1992 — Приморское)

    - бывший Талаковский[укр.] поселковый совет:
      - посёлок городского типа Талаковка,
      - село Гнутово,
      - посёлок Ломакино.
- Из Волновахского района:
  - из территорий, входивших до 2014 года в Новоазовский район:
    - бывший Коминтерновский[укр.] сельский совет:
      - село Водяное,
      - село Заиченко (под контролем ДНР с 2014 года)
      - село Пикузы (до 2016 — Коминтерново; под контролем ДНР с 2015 года);

    - бывший Лебединский[укр.] сельский совет:
      - село Лебединское,
      - село Сопино,
      - посёлок Калиновка;

    - бывший Павлопольский[укр.] сельский совет:
      - село Павлополь,
      - село Пищевик,
      - село Черненко;

    - бывший Широкинский[укр.] сельский совет:
      - село Бердянское,
      - село Широкино (с 2015 года население отсутствует)

  - из территорий, входивших до 2014 года в Тельмановский район:
    - бывший Чермалыкский[укр.] (до 1999 — Заможненский) сельский совет:
      - село Орловское,
      - село Фёдоровка,
      - село Чермалык (до 1999 — Заможное).

## Населённые пункты
В состав общины входят 2 посёлка городского типа, 14 сёл и 2 посёлка:
| Населённый пункт                                                      | Население, чел. (на 01.01.2021) | Код КАТЕТТО (с 2020) | Код КОАТУУ (до 2020) |
| --------------------------------------------------------------------- | ------------------------------- | -------------------- | -------------------- |
| посёлок городского типа Сартана укр. селище міського типу Сартана     | 10’772                          | UA14140090010010726  | 1412345300           |
| посёлок городского типа Талаковка укр. селище міського типу Талаківка | 4’129                           | UA14140090020030953  | 1412345800           |
| село Бердянское укр. село Бердянське                                  | 228                             | UA14140090030070643  | 1421588402           |
| село Водяное укр. село Водяне                                         | 19                              | UA14140090040074073  | 1421589002           |
| село Гнутово укр. село Гнутово                                        | 699                             | UA14140090050042841  | 1412345801           |
| село Заиченко укр. село Заїченко                                      | 311                             | UA14140090060031382  | 1421589004           |
| село Лебединское укр. село Лебединське                                | 718                             | UA14140090070047731  | 1421583701           |
| село Орловское укр. село Орловське                                    | 370                             | UA14140090080015197  | 1421588202           |
| село Павлополь укр. село Павлопіль                                    | 624                             | UA14140090090082943  | 1421585801           |
| село Пищевик укр. село Пищевик                                        | 41                              | UA14140090100060947  | 1421585802           |
| село Пикузы укр. село Пікузи                                          | 606                             | UA14140090110068938  | 1421589001           |
| село Сопино укр. село Сопине                                          | 282                             | UA14140090120095123  | 1421583703           |
| село Фёдоровка укр. село Федорівка                                    | 40                              | UA14140090130087547  | 1421588203           |
| село Чермалык укр. село Чермалик                                      | 1’908                           | UA14140090140039006  | 1421588201           |
| село Черненко укр. село Черненко                                      | 16                              | UA14140090150072271  | 1421585803           |
| село Широкино укр. село Широкине                                      | 1’411                           | UA14140090160060919  | 1421588401           |
| посёлок Калиновка укр. селище Калинівка                               | 929                             | UA14140090170071744  | 1421583702           |
| посёлок Ломакино укр. селище Ломакине                                 | 207                             | UA14140090180079474  | 1412345803           |

## Руководители
ЦИК Украины в августе 2020 года отменила назначенные на 25 октября 2020 года выборы в Сартанской территориальной общине, подконтрольной Украине, сославшись на небезопасность прифронтовой зоны.
Позднее в Сартанской поселковой общине была создана военно-гражданская администрация. С 15 марта 2021 года, распоряжением главы Донецкой областной военно-гражданской администрации Павла Кириленко, председателем Сартанской ВГА был назначен Александр Константинович Куркчи, бывший до этого поселковым головой Сартаны (с 2016 года) .